# A Scandal in Belgravia
A Scandal in Belgravia is de eerste aflevering van het tweede seizoen van de televisieserie Sherlock, die voor het eerst werd uitgezonden op 1 januari 2012. De aflevering is gebaseerd op A Scandal in Bohemia, een kort verhaal van Arthur Conan Doyle.
De aflevering toont de ontmoeting tussen Sherlock Holmes en bdsm-meesteres Irene Adler (Lara Pulver). Deze vrouw heeft compromitterende foto's van een 'belangrijk vrouwelijk persoon uit de koninklijke familie' in haar bezit. De foto's staan op haar mobiele telefoon, naast andere 'waardevolle informatie' die zij, naar eigen zeggen, zou kunnen gebruiken om zich te beschermen tegen topmensen uit de politiek. Een groot deel van de aflevering probeert Sherlock de gsm te beschermen tegen dieven en het wachtwoord van het toestel te raden. De titel verwijst niet alleen naar het boek van Doyle, maar ook naar de wijk Belgravia in Londen, waar Buckingham Palace zich bevindt.

## Rolverdeling

### Hoofdrol
- Benedict Cumberbatch als Sherlock Holmes
- Martin Freeman als John H. Watson

### Gastrol
- Lara Pulver als Irene Adler
- Danny Web als DI Carter
- Andrew Havill als The Equerry
- Todd Boyce als Neilson
- Oona Chaplin als Jeanette
- Nathan Harmer als Phil
- Rosalind Halstead als Kate
- Peter Pedrero als Archer